# Liste der Regionalminister Namibias
Dies ist eine Liste der Minister für Regionale und Lokale Verwaltung, Behausung und Ländliche Entwicklung Namibias.

## Minister
| Nr. | Foto | Name | Lebensdaten | Partei | Kabinett | Amtszeit (Beginn)                                                                                                | Amtszeit (Ende)                                                                                                  |
| Minister für regionale und lokale Verwaltung und Behausung Minister of Regional and Local Government and Housing                                           | Minister für regionale und lokale Verwaltung und Behausung Minister of Regional and Local Government and Housing | Minister für regionale und lokale Verwaltung und Behausung Minister of Regional and Local Government and Housing | Minister für regionale und lokale Verwaltung und Behausung Minister of Regional and Local Government and Housing | Minister für regionale und lokale Verwaltung und Behausung Minister of Regional and Local Government and Housing | Minister für regionale und lokale Verwaltung und Behausung Minister of Regional and Local Government and Housing | Minister für regionale und lokale Verwaltung und Behausung Minister of Regional and Local Government and Housing | Minister für regionale und lokale Verwaltung und Behausung Minister of Regional and Local Government and Housing |
| --- | --- | --- | --- | --- | --- | --- | --- |
| 01 | | Libertina Amathila                                                                                               | 1940– | SWAPO | Nujoma I | 1990 | 1995 |
| 01 | Nujoma II | Libertina Amathila                                                                                               | 1940– | SWAPO | 1995 | 1996 | |
| 02 | | Nickey Iyambo | 1936–2019 | SWAPO | Nujoma II | 1996 | 2000 |
| Minister für regionale und lokale Verwaltung, Behausung und ländliche Entwicklung Minister of Regional and Local Government, Housing and Rural Development | | | | | | | |
| 0 | | Nickey Iyambo | 1936–2019 | SWAPO | Nujoma III | 2000 | 2002 |
| 03 | | Joel Kaapanda | 1945– | SWAPO | Nujoma III | 2002 | 2005 |
| 04 | | John Pandeni | 1950–2008 | SWAPO | Pohamba I | 2005 | 2008 |
| 05 | | Jerry Ekandjo | 1947– | SWAPO | Pohamba I | 2008 | 2010 |
| 05 | Pohamba II | Jerry Ekandjo | 1947– | SWAPO | 2010 | 2012 | |
| 06 | | Charles Namoloh                                                                                                  | 1950– | SWAPO | Pohamba II | 2012 | 2015 |
| Ministerin für städtische und ländliche Entwicklung Minister of Urban and Rural Development                                                                | | | | | | | |
| 07 | | Sophia Shaningwa                                                                                                 | 1959– | SWAPO | Geingob I | 2015 | 2018 |
| 08 | | Peya Mushelenga                                                                                                  | 1975– | SWAPO | Geingob I | 2018 | 2020 |
| 09 | | Erastus Uutoni                                                                                                   | 1961– | SWAPO | Geingob II Mbumba                                                                                                | 2020 | 2025 |
| 10 | | James Sankwasa                                                                                                   | 1955– | SWAPO | Nandi-Ndaitwah                                                                                                   | 2025 | |